# فاليري فرنانديز
فاليري فرنانديز استرادا (بالإسبانية: Valery Fernández Estrada) هو لاعب كرة قدم إسباني يلعب في مركز الجناح مع نادي جيرونا الإسباني.

## مسيرته الكروية
وُلد فرنانديز في لا إسكالا، غيرونا، كتالونيا، وانضم إلى أكاديمية لا ماسيا التابعة لنادي برشلونة في عام 2011، بعد أن مثّل ناديي جيرونا وبالاموس. تم التخلي عنه في عام 2014، وعاد إلى جيرونا قبل أن ينضم إلى نادي إف سي لا إسكالا، حيث شارك لأول مرة في سن الـ15 عامًا فقط.
في عام 2016، عاد فرنانديز إلى جيرونا ووقع عقدًا جديدًا مدته ثلاث سنوات في 28 يونيو 2018، وتم ترقيته أيضًا إلى الفريق الاحتياطي الذي يلعب في الدوري الإسباني الدرجة الثانية بي. في أول مشاركة له في 26 أغسطس، سجل هدف فريقه الثاني في مباراة التعادل 2–2 أمام ساباديل.
بدأ فيرنانديز مشواره الاحترافي في 31 أكتوبر 2018، حيث لعب ضد ديبورتيفو ألافيس في مباراة التعادل 2–2 خارج ملعبه في كأس ملك إسبانيا. شارك لأول مرة في الدوري عندما دخل كبديل عن أليكس غارسيا في مباراة التعادل 1–1 أمام أتلتيكو مدريد.

## وصلات خارجية
- فاليري فرنانديز على موقع قاعدة بيانات كرة القدم.إي يو (الإنجليزية)
- فاليري فرنانديز على موقع Soccerway.com (الإنجليزية)
- فاليري فرنانديز على موقع عالم كرة القدم.نت (الإنجليزية)